# Championnats d'Afrique de slalom de canoë-kayak 2009
Les Championnats d'Afrique de slalom 2009 sont la deuxième édition des Championnats d'Afrique de slalom de canoë-kayak. Ils ont lieu du 30 septembre au 1er octobre 2009 à Cradock, en Afrique du Sud.
La compétition est marquée par la disqualification du Togolais Benjamin Boukpeti pour arrivée tardive ; il ne dispute alors que des courses de démonstration.

## Nations participantes
Cinq nations participent à la compétition :
- Afrique du Sud
- Kenya
- Nigeria
- Ouganda
- Swaziland

## Médaillés
| Épreuves  | Or                                        | Argent                                         | Bronze                                   |
| --------- | ----------------------------------------- | ---------------------------------------------- | ---------------------------------------- |
| K1 hommes | Johnathan Akinyemi (NGA)                  | Simon Dube (RSA)                               | Hendrick Sefojane (RSA)                  |
| K1 femmes | Mirembe Prossy (UGA)                      | Katie Rennie (RSA)                             | Non attribuée                            |
| C1 hommes | Cyprian Ngidi (RSA)                       | Siboniso Cele (RSA)                            | Sibusiso Ngidi (RSA)                     |
| C2 hommes | Afrique du Sud Cyprian Ngidi Nteo Mokuthu | Afrique du Sud Siboniso Cele Jabulani Mofokeng | Afrique du Sud Iain Rennie Hayden Jacobs |